# アポカロテナール
アポカロテナール(Apocarotenal)は、ホウレンソウやミカン属の果実で見られるカロテノイドである。他のカロテノイドと同様に、アポカロテナールもビタミンAの前駆体の役割を果たすが、プロビタミンA活性は、β-カロテンと比べて50%以下である。実験的な化学式は、C30H40Oである。
アポカロテナールは、橙色から橙赤色で、食品や医薬品、化粧品を着色するのに用いられる。製品の形態に応じ、油脂食品（マーガリン、ソース、ドレッシング）、飲料、乳製品、菓子等に用いられる。E番号はE160eで、アメリカ合衆国、EU、オーストラリア及びニュージーランドでは食品添加物としての利用が認められている。

## 発癌性
疫学研究により、β-カロテンを多く摂取し、血中β-カロテン濃度が高い人は肺癌になる確率が低いことが示された。しかし、β-カロテンの摂取量の多い喫煙者では、恐らく過剰なβ-カロテンの分解生成物が血中ビタミンA濃度を減らしてしまい、喫煙により誘導される肺細胞の増殖を悪化させるため、癌のリスクを高めることが明らかとなった。この挙動に関与するβ-カロテン分解生成物の主なものは、アポカロテナールであると考えられており、ある研究では、β-カロテン自体では反応を示さなかった細胞培地で、アポカロテナールは変異原性、遺伝毒性を示したことが報告されている。